# ジョバンニ・バッティスタ・トロッティ
ジョヴァンニ・バティスタ・トロッティ（伊: Giovanni Battista Trotti, 1555年–1612年6月11日）は、イタリアルネッサンス後期の画家である。主にピアチェンツァ、パルマ、および故郷のクレモナで活動した。マロッソ（il Malosso, 悪い骨の意）の名でも知られる。

## 生涯
クレモナではトロッティは当初、ベルナルディーノ・カンピの弟子であり、トロッティは彼の姪と結婚した。彼はパルマのパラッツォ・デル・ジャルディーノを装飾した。クレモナ大聖堂では『磔刑』を制作した。1587年からクレモナのサン・ピエトロ・アル・ポー教会の装飾事業に参加し、エジプトの聖マリアを制作した。同じくクレモナのサン・ドミニコ教会では『洗礼者ヨハネの斬首』を制作し、ピアェンツァではアッシジの聖フランチェスコ教会とサンタゴスティーノ教会で描いた。彼はアゴスティーノ・カラッチと共にパルマの宮廷で雇われたが、カラッチはトロッティを嫌ってマロッソ（悪い骨）と呼んだ。
1601年から没するまでの間、トロッティはパルマのファルネーゼ家で宮廷画家を務めた。トロッティの他の絵画には、ピンチェンツィアのサン・フランチェスコ・グランデ教会（Chiesa di San Francesco Grande）の『無原罪の御宿り』、現在はブレラ美術学院に所蔵されている『十字架降下』がある。カンピによるデザインでサンタッボンディオ教会（Sant'Abbondi）のクーポラにフレスコ画を制作した。これらの絵画によってトロッティはカヴァリエール（Cavalière）の称号を与えられた。彼の最後の作品の1つはクレモナのサン・ジョヴァンニ・ノヴォ教会の『ピエタ』（1607年）である。

## 弟子
弟子にはステファノ・ランブリ、フランチェスコ・スペルティ、ジュリオ・カルヴィ、クリストフォロ・アゴスタがいた。

## ギャラリー

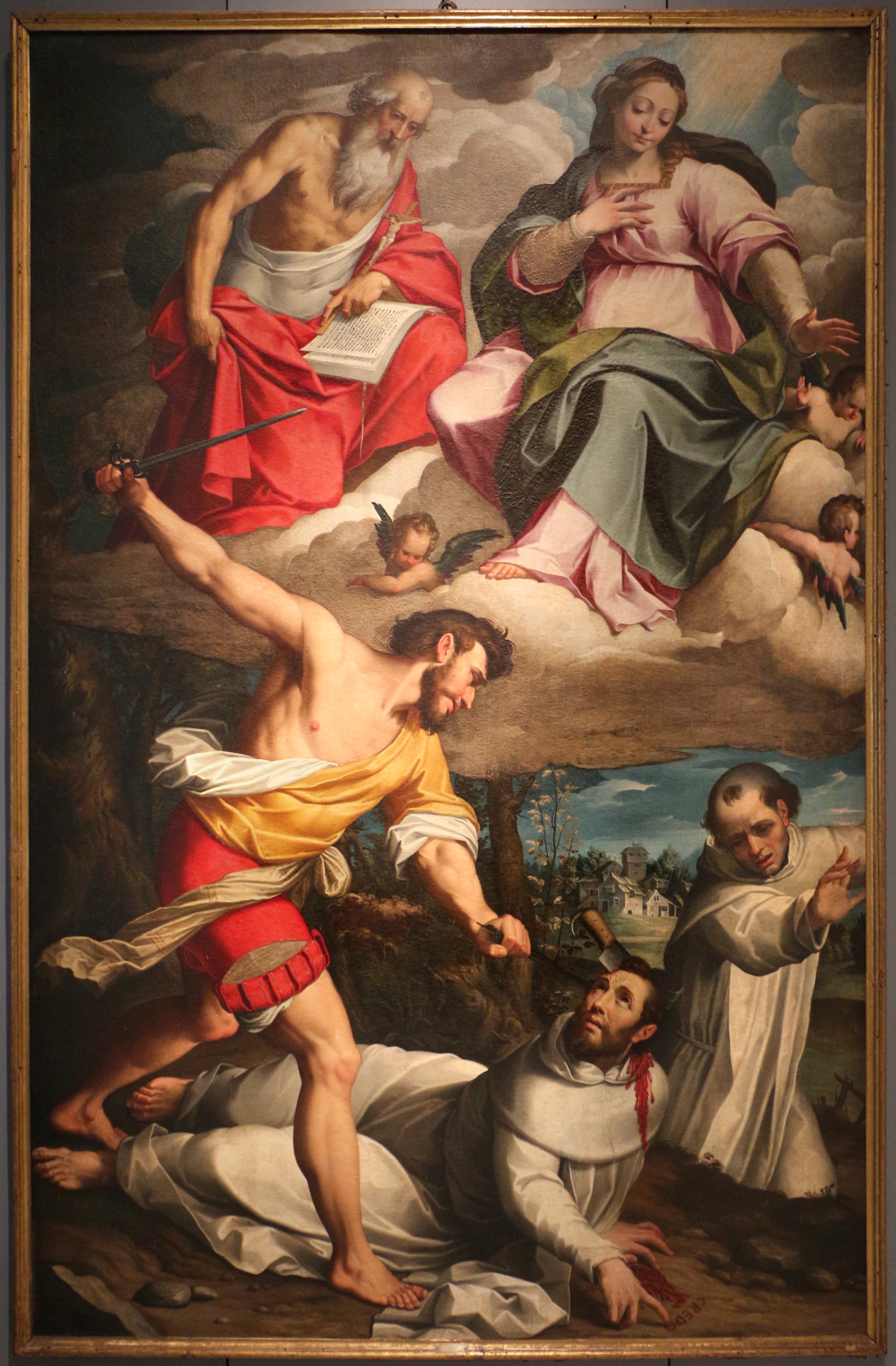
『ヴェローナの聖ペテロの殉教』クレモナ市立アラ・ポンツォーネ美術館（英語版）所蔵
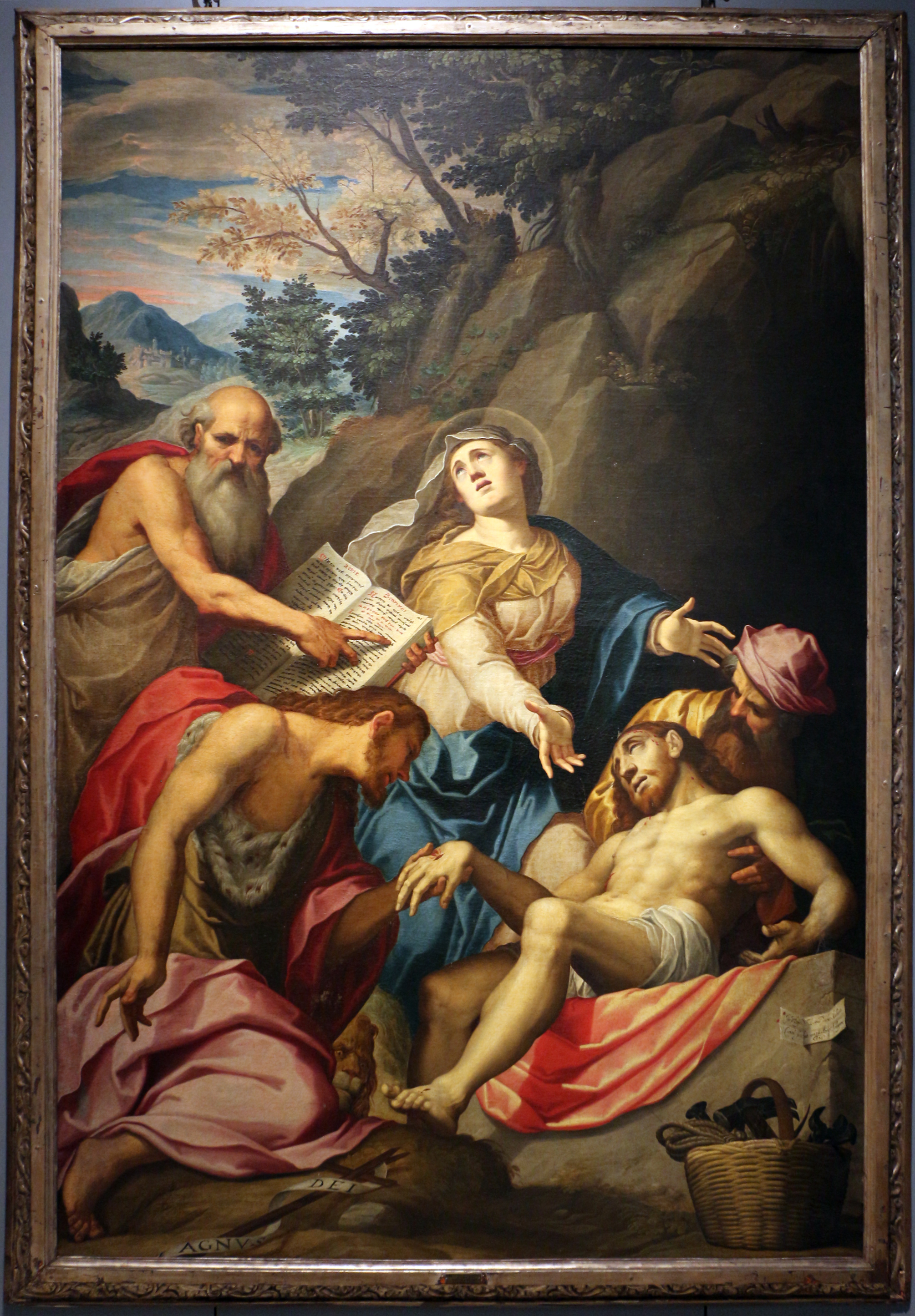
『十字架降下』クレモナ市立アラ・ポンツォーネ美術館所蔵
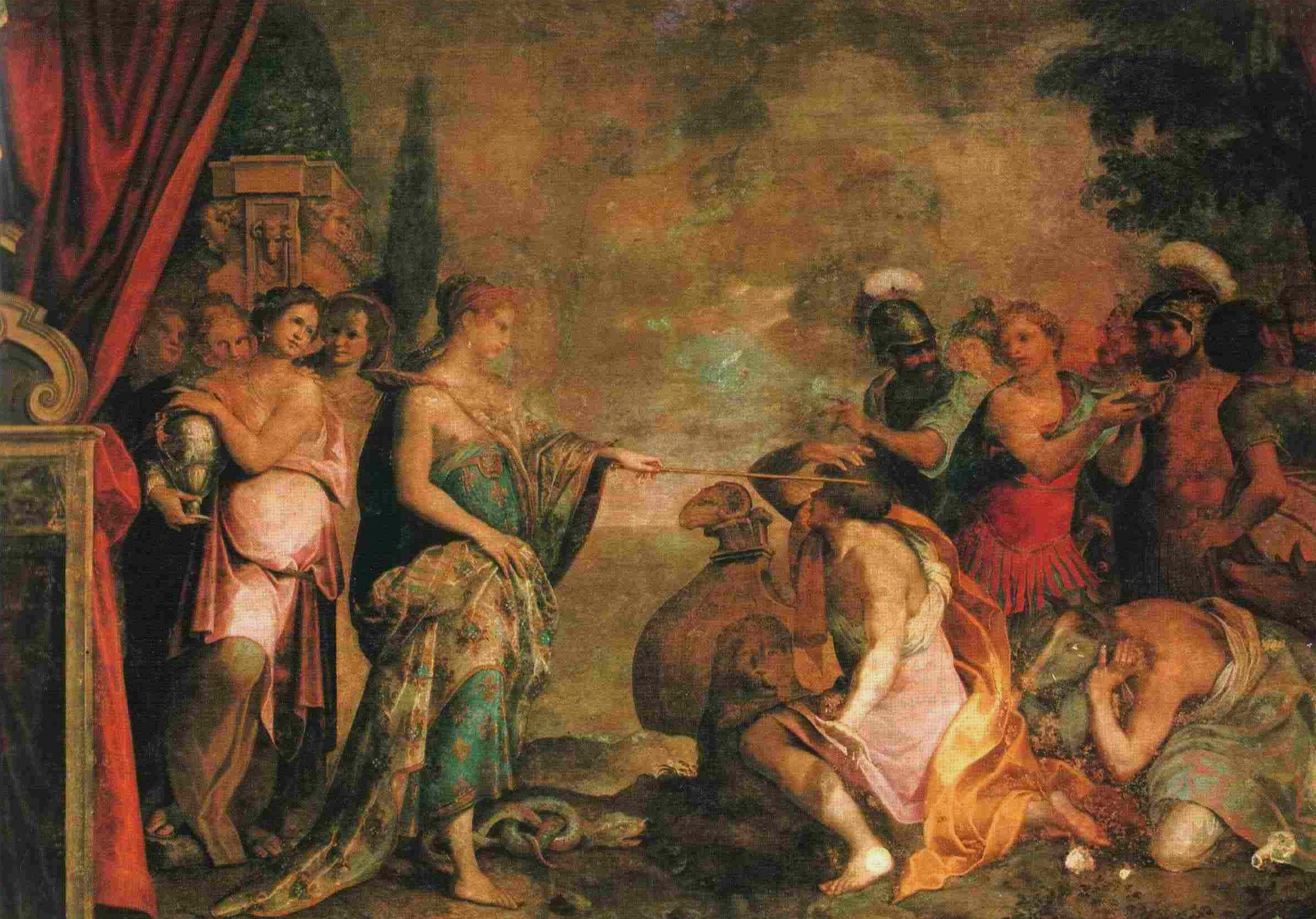
『オデュッセウスの仲間を人間の姿に戻すキルケ』パラッツォ・デル・ジャルディーノ（イタリア語版）所蔵